# Ojārs Siliņš
Ojārs "O.J." Siliņš (Rīga; 20 de julio de 1993), es un jugador de baloncesto letón que actualmente milita en el Stal Ostrów Wielkopolski de la Polska Liga Koszykówki. Con 2.04 de estatura, su posición natural en la cancha es la de Alero.

## Palmarés
- Subcampeón FIBA Europe U20 - 2013
- Campeón Eurochallenge - 2014
- Jugador Defensivo del Año Serie A - 2014
- Subcampeón Serie A - 2015, 2016